# Nahuel Lisandro Gómez
Nahuel Lisandro Gómez, (Buenos Aires, Argentina, 27 de julio de 1993) es un futbolista argentino. Juega de volante y su equipo actual es Escuela de Recreación y Deporte Estrella del Sur de la Primera C de Argentina.

## Clubes
| Club                  | País      | Año           |
| --------------------- | --------- | ------------- |
| Brown de Adrogué      | Argentina | 2013 - 2015   |
| Claypole              | Argentina | 2015          |
| Deportivo Paraguayo   | Argentina | 2016          |
| Victoriano Arenas     | Argentina | 2016 - 2019   |
| Berazategui           | Argentina | 2019 - 2021   |
| Los Andes             | Argentina | 2022          |
| Argentino de Merlo    | Argentina | 2022          |
| San Martín de Burzaco | Argentina | 2023          |
| Deportivo Español     | Argentina | 2024          |
| Estrella del Sur      | Argentina | 2025-presente |

## Palmarés

### Campeonatos nacionales
| Título          | Club               | País      | Año     |
| --------------- | ------------------ | --------- | ------- |
| Primera D       | Victoriano Arenas  | Argentina | 2017-18 |
| Torneo Clausura | Berazategui        | Argentina | 2021    |
| Torneo Clausura | Argentino de Merlo | Argentina | 2022    |
| Primera C       | Argentino de Merlo | Argentina | 2022    |